# 女子ラクロス・ワールドカップ
ワールドラクロス女子世界選手権（英語: World Lacrosse Women's World Championship）は、ワールドラクロス（FIL、旧国際女子ラクロス協会）が運営する女子ラクロスの世界大会である。1982年にイングランド・ノッティンガムにて初開催。4年に1回開催されている。

## 歴代優勝国一覧
| 開催年 | 開催地           | 開催国         | 優勝           | 準優勝         | スコア     |
| ------ | ---------------- | -------------- | -------------- | -------------- | ---------- |
| 1982   | ノッティンガム   | イングランド   | アメリカ合衆国 | オーストラリア | 10-7(ET)   |
| 1986   | フィラデルフィア | アメリカ合衆国 | オーストラリア | アメリカ合衆国 | 10-7       |
| 1989   | パース           | オーストラリア | アメリカ合衆国 | イングランド   | 6-5(SD OT) |
| 1993   | エディンバラ     | スコットランド | アメリカ合衆国 | イングランド   | 4-1        |
| 1997   | 東京             | 日本           | アメリカ合衆国 | オーストラリア | 3-2(SD OT) |
| 2001   | ハイ・ウィカム   | イングランド   | アメリカ合衆国 | オーストラリア | 14-8       |
| 2005   | アナポリス       | アメリカ合衆国 | オーストラリア | アメリカ合衆国 | 14-7       |
| 2009   | プラハ           | チェコ         | アメリカ合衆国 | オーストラリア | 8-7        |
| 2013   | オシャワ         | カナダ         | アメリカ合衆国 | カナダ         | 19-5       |
| 2017   | ギルフォード     | イングランド   | アメリカ合衆国 | カナダ         | 10-5       |
| 2022   | タウソン         | アメリカ合衆国 | アメリカ合衆国 | カナダ         | 11-8       |
| 2026   | 東京             | 日本           |                |                |            |

## 第1回大会（1982年）
開催地:イングランド・ノッティンガム
- 優勝:アメリカ合衆国
- 準優勝:オーストラリア
- 第3位:カナダ

## 第2回大会（1986年）
開催地:アメリカ・フィラデルフィア
- 優勝:オーストラリア
- 準優勝:アメリカ合衆国
- 第3位:スコットランド

## 第3回大会（1989年）
開催地:オーストラリア・パース
- 優勝:アメリカ合衆国
- 準優勝:イングランド
- 第3位:カナダ

## 第4回大会（1993年）
開催地:スコットランド・エディンバラ
- 優勝:アメリカ合衆国
- 準優勝:イングランド
- 第3位:カナダ

## 第5回大会（1997年）
開催地:日本・東京江戸川区陸上競技場
- 優勝:アメリカ合衆国
- 準優勝:オーストラリア
- 第3位:イングランド
- 第4位:ウェールズ
- 第5位:カナダ
- 第6位:スコットランド
- 第7位:日本

## 第6回大会（2001年）
開催地:イングランド・ハイ・ワイクーム
- 優勝:アメリカ合衆国
- 準優勝:オーストラリア
- 第3位:イングランド
- 第4位:カナダ
- 第5位:ウェールズ
- 第6位:スコットランド
- 第7位:日本

## 第7回大会（2005年）
開催地:アメリカ・アナポリス
- 優勝:オーストラリア
- 準優勝:アメリカ合衆国
- 第3位:イングランド
- 第4位:カナダ
- 第5位:日本

## 第8回大会（2009年）
開催地:チェコ・プラハ
- 優勝:アメリカ合衆国
- 準優勝:オーストラリア
- 第3位:カナダ
- 第4位:イングランド
- 第5位:アイルランド
- 第6位:ウェールズ
- 第7位:日本

## 第9回大会（2013年）
開催地:カナダ・オシャワ
- 優勝:アメリカ合衆国
- 準優勝:カナダ
- 第3位:オーストラリア
- 第4位:イングランド

## 第10回大会（2017年）
開催地:イングランド・ギルフォード
- 優勝:アメリカ合衆国
- 準優勝:カナダ
- 第3位:イングランド
- 第4位:オーストラリア

### 国別メダル獲得数
| 順 | 国・地域       | 金 | 銀 | 銅 | 計 |
| -- | -------------- | -- | -- | -- | -- |
| 1  | アメリカ合衆国 | 8  | 2  | 0  | 10 |
| 2  | オーストラリア | 2  | 4  | 3  | 9  |
| 3  | イングランド   | 0  | 2  | 4  | 6  |
| 4  | カナダ         | 0  | 2  | 2  | 4  |
| 5  | スコットランド | 0  | 0  | 1  | 1  |